# Kościół Wniebowzięcia Najświętszej Maryi Panny w Zarębie
Kościół Wniebowzięcia Najświętszej Maryi Panny w Zarębie – rzymskokatolicki kościół parafialny zlokalizowany we wsi Zaręba w województwie dolnośląskim, w powiecie lubańskim. Funkcjonuje przy nim parafia Wniebowzięcia Najświętszej Maryi Panny. Wpisany do rejestru zabytków 8 czerwca 2017 pod numerem A/6049/1-3.

## Historia

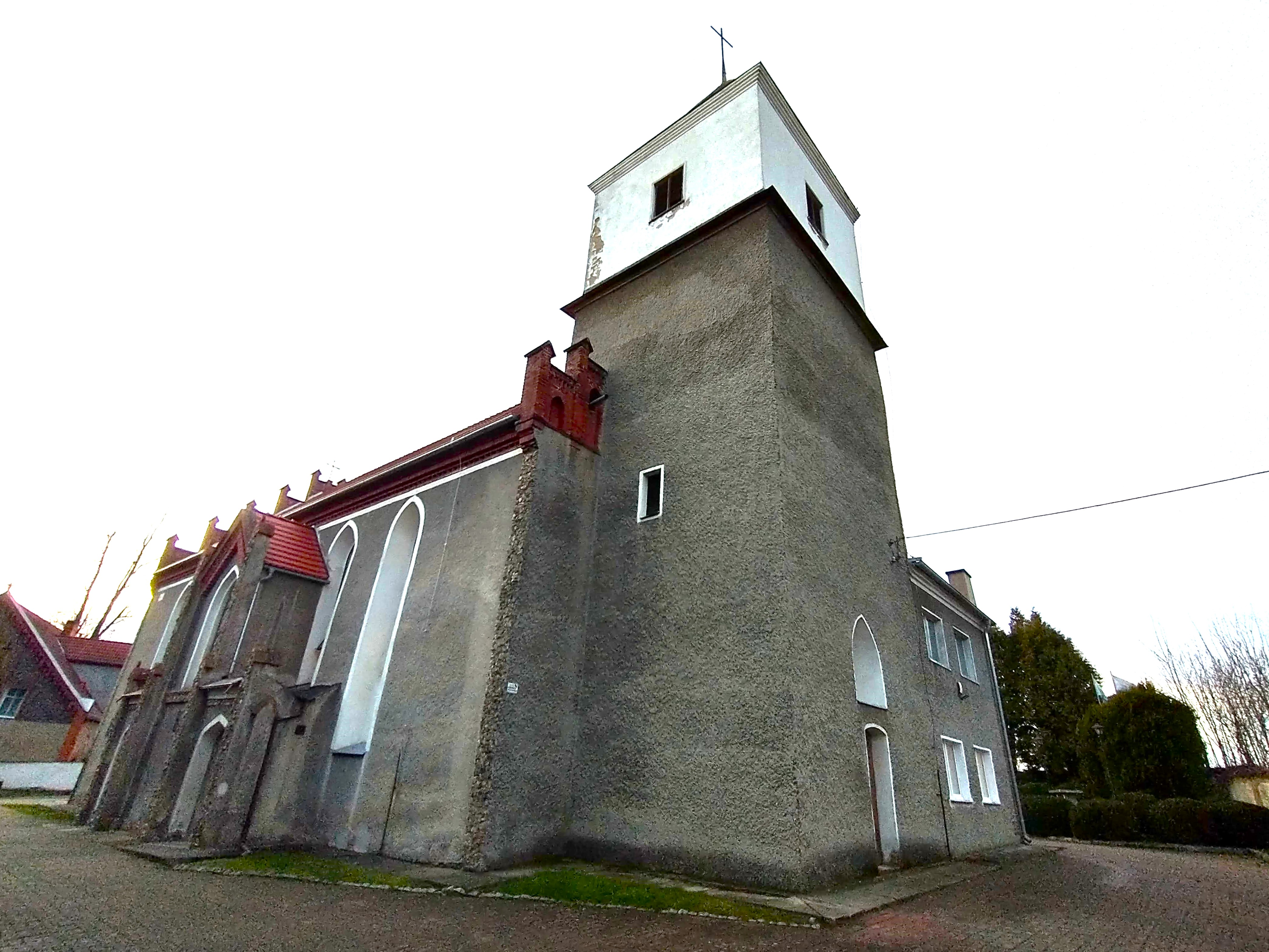
Widok od strony wieży

Pierwsza wzmianka o świątyni we wsi pochodzi z 1346 (matrykuła, czyli spis gruntów biskupstwa miśnieńskiego). Zniszczono ją podczas wojen husyckich w 1427. W 1429 została odbudowana z zachowaniem form gotyckich ze środków właścicieli wsi, von Solzów. Od 1540 stała się kościołem protestanckim. W 1684 rozbudował go kolejny dziedzic, rycerz Debschütz. Budowlę wyposażono w organy w 1686. Całkowita przebudowa miała miejsce od 1795 (przedłużenie, podwyższenie, zmiana wystroju, powiększenie okien).
W 1946 świątynia została zwrócona katolikom i przyłączona do parafii w Siekierczynie (samodzielność uzyskała w 1972). W latach 1969–1970 przebudowano górną partię wieży, wykonano nowe elewacje i zmieniono wystrój wnętrza. W 1977, po rocznej budowie, oddano do użytku dom parafialny.
W latach 1990-1992 kościół przeszedł remont kapitalny, w ramach którego sprowadzono barokowy ołtarz z Osieka (XVII wiek, obraz ołtarzowy namalował współcześnie prof. Andrzej Klimczak-Dobrzaniecki), a także powieszono stacje drogi krzyżowej. Witraże pochodzą z 1917.